# Colourcloud Palace
Colourcloud Palace (jap. 彩雲国物語 Saiunkoku monogatari) – seria light novel, napisanych przez Sai Yukino i zilustrowanych przez Kairi Yurę. Łącznie opublikowano 22 tomy, w tym cztery z nich to zbiory opowiadań.
Na jej podstawie powstała manga, którą również ilustrowała Kairi Yura. Była publikowana przez wydawnictwo Kadokawa Shoten i drukowana pierwotnie w czasopiśmie Beans Ace, a następnie w Gekkan Asuka. Manga składa się z dziewięciu tomów.
Powstało także 39-odcinkowe anime wyprodukowane przez studio Madhouse. Reżyserem był Jun Shishido. Anime było emitowane na kanale NHK. Pierwszy sezon emitowany był od 8 kwietnia 2006 roku do 24 lutego 2007 roku i składa się z 39 odcinków. Powstała również kontynuacja anime, zatytułowana Saiunkoku Monogatari Second Series (jap. 彩雲国物語 第2シリーズ). Kolejne odcinki emitowano od 7 kwietnia 2007 roku do 8 marca 2008 roku.
W Polsce anime było emitowane na kanale Hyper pod tytułem Colourcloud Palace.

## Fabuła
Saiunkoku jest państwem, które podzielone jest na osiem prowincji. W państwie tym mieszka osiem arystokratycznych rodów, których każde z nazwisk wzięło się od innego koloru.
Shūrei Kō to dziewczyna z zubożałej arystokratycznej rodziny, która mieszka w zrujnowanym domu razem z ojcem i przyszywanym bratem Seiranem. Jej ojciec pracuje w bibliotece w królewskim pałacu, lecz jego pensja nie jest zbyt wysoka, więc by zarobić na życie Shūrei naucza dzieci w szkółce świątynnej, a także, podobnie jak Seiran, podejmuje się różnych innych dorywczych prac. Jej marzeniem jest jednak zdać egzamin na urzędnika państwowego. Niestety ta profesja jest zakazana dla kobiet.
Nowo koronowany cesarz, Ryūki Shi, ma reputację lenia i głupca, który zamiast rządzić państwem woli uganiać się za mężczyznami. Pewnego dnia jeden z doradców cesarza, Yosei Shō, składa Shūrei propozycję – w zamian za 500 sztuk złota ma ona na sześć miesięcy dołączyć do haremu cesarskiego jako konkubina i nakłonić cesarza by zaczął zachowywać się odpowiedzialnie. Jednocześnie Seiran dostaje propozycję zostania ochroniarzem cesarza na czas jej pobytu na dworze. Skuszona ilością pieniędzy bardzo szybko akceptuje propozycję.

## Główni bohaterowie
Shūrei Kō (jap. 紅 秀麗 Kō Shūrei)
Główna bohaterka, córka i jedyne dziecko Shōki Kō z klanu Kō, jednego z dwóch najpotężniejszych klanów w Saiunkoku. Zostaje zaciągnięta do Haremu. Jej marzeniem jest przystąpienie do egzaminu państwowego, do którego nie mogą przystępować kobiety. Król dowiaduje się o tym i próbuje zmienić ustawę dotyczącą egzaminu.
Ryūki Shi (jap. 紫 劉輝 Shi Ryūki)
Dziewiętnastoletni cesarz Saiunkoku. Zakochany po uszy w Shūrei. Udaje, że "woli mężczyzn", by nie doprowadzić do zamieszek. Często całuje Shūrei, przez co dziewczyna wpada w złość i na niego krzyczy.
Seiran Shi (jap. 茈 静蘭 Shi Seiran)
Chłopak przygarnięty przez rodzinę Shūrei. Później okazuje się, że jest wygnanym księciem Seienem, bratem Ryūkiego, jednak nie przyznaje się do tego, by nie wprowadzać ponownych zamieszek w kraju.

## Light novel
Seria light novel została napisana przez Sai Yukino, a zilustrowana przez Kairi Yurę. Kolejne rozdziały, które wychodziły kolejno w magazynie Beans bunko były łączone w tomy i wydawane przez Kadokawa Shoten. Pierwszy tom ukazał się w Japonii 31 października 2003 roku.
| Nr | Tytuł                                                      | Data wydania (język japoński) | ISBN (język japoński)  |
| -- | ---------------------------------------------------------- | ----------------------------- | ---------------------- |
| 1  | Hajimari no kaze wa akaku (jap. はじまりの風は紅く)        | 31 października 2003          | ISBN 978-4-04-449901-3 |
| 2  | Ōgon no yakusoku (jap. 黄金の約束)                         | 28 lutego 2004                | ISBN 4-04-449902-0     |
| 3  | Hana wa murasaki miya ni saku (jap. 花は紫宮に咲く)        | 31 lipca 2004                 | ISBN 4-04-449903-9     |
| 4  | Omoi wa haruka naru chato e (jap. 想いは遙かなる茶都へ)    | 30 września 2004              | ISBN 4-04-449904-7     |
| 5  | Shikkoku no tsuki no utage (jap. 漆黒の月の宴)             | 1 marca 2005                  | ISBN 4-04-449905-5     |
| 6  | Kake yuku hakugin no sunadokei (jap. 欠けゆく白銀の砂時計) | 30 lipca 2005                 | ISBN 4-04-449907-1     |
| 7  | Kokoro wa ai yori mo fukaku (jap. 心は藍よりも深く)        | 30 września 2005              | ISBN 4-04-449908-X     |
| 8  | Hikari furu heki no daichi (jap. 光降る碧の大地)           | 31 stycznia 2006              | ISBN 978-4-04-449909-9 |
| 9  | Kōbai wa yoru ni kaoru (jap. 紅梅は夜に香る)               | 31 sierpnia 2006              | ISBN 4-04-449911-X     |
| 10 | Ryokufū wa ha no gotoku (jap. 緑風は刃のごとく)            | 30 września 2006              | ISBN 978-4-04-449912-9 |
| 11 | Aoarashi ni yureru tsukikusa (jap. 青嵐にゆれる月草)       | 31 marca 2007                 | ISBN 978-4-04-449913-6 |
| 12 | Hakukō wa ten o mezasu (jap. 白虹は天をめざす)             | 31 sierpnia 2007              | ISBN 978-4-04-449914-3 |
| 13 | Reimei ni kohaku wa kirameku (jap. 黎明に琥珀はきらめく)   | 26 kwietnia 2008              | ISBN 978-4-04-449916-7 |
| 14 | Kokuchō wa ori ni torawareru (jap. 黒蝶は檻にとらわれる)   | 28 kwietnia 2009              | ISBN 978-4-04-449918-1 |
| 15 | Kuraki tasogare no miya (jap. 暗き黄昏の宮)                | 28 listopada 2009             | ISBN 978-4-04-449919-8 |
| 16 | Aoki meikyū no miko (jap. 蒼き迷宮の巫女)                  | 28 listopada 2010             | ISBN 978-4-04-449919-8 |
| 17 | Shian no gyokuza (Jō) (jap. 紫闇の玉座（上）)              | 31 maja 2011                  | ISBN 978-4-04-449921-1 |
| 18 | Shian no gyokuza (Ge) (jap. 紫闇の玉座（下）)              | 30 czerwca 2011               | ISBN 978-4-04-449922-8 |

### Opowiadania
Sai Yukino napisała również kilkanaście opowiadań związanych z serią, które zostały skompilowane w cztery tomy i wydane przez Kadokawa Shoten w latach 2005-2009.
| Nr | Tytuł                                          | Data wydania (język japoński) | ISBN (język japoński)  |
| -- | ---------------------------------------------- | ----------------------------- | ---------------------- |
| 1  | Shu ni majiwareba beni (jap. 朱にまじわれば紅) | 28 kwietnia 2005              | ISBN 978-4-04-449906-8 |
| 2  | Ai yori dedete ao (jap. 藍より出でて青)        | 31 marca 2006                 | ISBN 4-04-449910-1     |
| 3  | Tonari no yuri wa shiro (jap. 隣の百合は白)    | 31 października 2007          | ISBN 978-4-04-449915-0 |
| 4  | Kōryō no yume (jap. 黄粱の夢)                  | 28 kwietnia 2009              | ISBN 978-4-04-449918-1 |

## Manga
Manga, będąca adaptacją powieści, została zilustrowana przez Kairi Yurę. Była wydawana na łamach czasopisma Beans Ace, a po dyskontynuacji czasopisma w 2009 roku seria została przeniesiona do czasopisma Gekkan Asuka. Kolejne rozdziały zostały wydane w formie tankōbonów przez wydawnictwo Kadokawa Shoten. Pierwszy tom został wydany 22 czerwca 2006 roku, a ostatni, dziewiąty, 29 marca 2012 roku.
| Nr | Data wydania (język japoński) | ISBN (język japoński)  |
| -- | ----------------------------- | ---------------------- |
| 1  | 22 czerwca 2006               | ISBN 4-04-853969-8     |
| 2  | 22 czerwca 2007               | ISBN 978-4-04-854104-6 |
| 3  | 22 maja 2008                  | ISBN 978-4-04-854178-7 |
| 4  | 23 lutego 2009                | ISBN 978-4-04-854299-9 |
| 5  | 21 stycznia 2010              | ISBN 978-4-04-854418-4 |
| 6  | 21 października 2010          | ISBN 978-4-04-854544-0 |
| 7  | 24 marca 2011                 | ISBN 978-4-04-854612-6 |
| 8  | 22 października 2011          | ISBN 978-4-04-854690-4 |
| 9  | 29 marca 2012                 | ISBN 978-4-04-120193-0 |

## Anime
Anime na podstawie powieści zostało wyprodukowane przez studio Madhouse i wyreżyserowane przez Juna Shishido. Premierowe odcinki nadawane były na kanale NHK od 8 kwietnia 2006 roku do 24 lutego 2007 roku. Pierwsza seria składa się z 39 odcinków. Powstała również kontynuacja anime, zatytułowana Saiunkoku monogatari 2nd Series, która również składa się z 39 odcinków. Premierowe odcinki drugiej serii pokazywane były od 7 kwietnia 2007 roku do 8 marca 2008 roku.

### Ścieżka dźwiękowa
| Seria          | Tytuł                                   | Twórcy         |          |
| Czołówka       | Czołówka                                | Czołówka       | Czołówka |
| -------------- | --------------------------------------- | -------------- | -------- |
| 1 – 2          | „Hajimari no kaze” (jap. はじまりの風)  | Ayaka Hirahara |          |
| Napisy końcowe |                                         |                |          |
| 1              | „Saikō no kataomoi” (jap. 最高の片想い) | Sachi Tainaka  |          |
| 2              | „Asu e” (jap. 明日へ)                   | Teruya Miho    |          |

Geneon Entertainment wydało trzy płyty CD zawierające kompilacje ścieżki dźwiękowej znanej z anime. Pierwsze CD, zatytułowane Saiunkoku monogatari Original Soundtrack 1 (jap. 彩雲国物語 オリジナルサウンドトラック 1) zostało wydane 4 sierpnia 2006 roku i zawiera 38 utworów. Drugi album, zatytułowany Saiunkoku monogatari Original Soundtrack 2 (jap. 彩雲国物語 オリジナルサウンドトラック 2) i wydany 12 stycznia 2007 roku, zawiera kolejnych 30 utworów. 7 grudnia 2007 roku wydano trzeci album ze ścieżką dźwiękową, zatytułowany Saiunkoku monogatari Second Series Original Soundtrack (jap. 彩雲国物語セカンドシリーズ」オリジナルサウンドトラック), który zawiera kolejne 23 utwory, które pojawiły się w drugiej serii anime.
Piosenki które służyły jako endingi do serialu zostały wydane także jako niezależne pozycje w formie singli kolejno 30 sierpnia 2006 roku oraz 6 czerwca 2007 roku.
Ponadto 7 marca 2008 roku wydano album zatytułowany Saiunkoku monogatari Song of Memory (jap. 彩雲国物語 Song of Memory), zawierający pięć utworów śpiewanych przez aktorów głosowych z anime.

## Odcinki audio
Powstały także trzy serie odcinków audio, po trzy odcinki każda. Pierwszy sezon został zatytułowany Saiunkoku monogatari drama CD TV bangai-hen (jap. 彩雲国物語　ドラマCD　ＴＶ番外編). Pierwsza płyta, zatytułowana dodatkowo „Shūei to Kōyū” „Shinboku onsen ryokō” (jap. 〜「楸瑛と絳攸」・「親睦温泉旅行」〜) została wydana 8 września 2006 roku. Druga płyta, z podtytułem „Seiran to Ryūki” „Shinboku hanabi taikai” (jap. 〜「静蘭と劉輝」・「親睦花火大会」〜), została wydana 10 listopada 2006, a trzecia, z podtytułem „Shinboku? Kuma taiji” „Shūrei to Ryūki” (jap. 〜「親睦？熊退治」・「秀麗と劉輝」〜), została wydana 9 marca 2007 roku.
Na drugą serię odcinków audio, zatytułowaną Anime „Saiunkoku monogatari” Drama CD (jap. アニメ「彩雲国物語」ドラマCD) składają trzy płyty wydane kolejno 25 sierpnia 2006, 23 lutego 2007 i 21 grudnia 2007.
Ostatnia z serii, zatytułowana „Saiunkoku monogatari” Second Series Drama CD (jap. 「彩雲国物語」セカンドシリーズ　ドラマCD), została wydana kolejno 7 września 2007, 9 listopada 2007 i 8 lutego 2008 roku.

## Powiązane

### Artbooki
Z franczyzą związane są także dwa artbooki. Pierwszy z nich, wydany 28 sierpnia 2007 roku, zatytułowany Saiunkoku monogatari emaki (jap. 彩雲国物語 絵巻), zawiera ilustracje autorstwa Kairi Yury, podsumowania odcinków pierwszego sezonu anime, a także opowiadanie napisane przez Sai Yukino. 10 czerwca 2008 roku wydano kolejny artbook, zatytułowany Saiunkoku monogatari emaki 2 (jap. 彩雲国物語 絵巻). Zawiera on kolejne ilustracje związane z serią, podsumowanie drugiego sezonu anime, a także kolejne opowiadanie.

### Radio
W Japonii zaaranżowano szereg audycji radiowych związanych z serią. Były one prowadzone przez seiyū Tomokazu Sekiego (Ryūki) oraz Hikaru Midorikawę (Seiran). Audycje były połączeniem dyskusji z zaproszonymi gośćmi i mini-historyjek związanych z serią. Całość została wydana na dwóch płytach CD przez Geneon Entertainment. Pierwszą z płyt wydano 25 maja 2007 roku. Płyta zawierała siedem audycji radiowych oraz dodatkowy utwór. Druga płyta CD, zawierająca sześć pozostałych audycji radiowych oraz dodatkowy utwór muzyczny (typu character song), została wydana 24 października 2007 roku.
| 彩雲国物語～双剣の舞 Saiunkoku monogatari - Futaken no mai Vol.1 | 彩雲国物語～双剣の舞 Saiunkoku monogatari - Futaken no mai Vol.1                                    | 彩雲国物語～双剣の舞 Saiunkoku monogatari - Futaken no mai Vol.1 |
| Nr                                                               | Tytuł utworu                                                                                        | Długość                                                          |
| ---------------------------------------------------------------- | --------------------------------------------------------------------------------------------------- | ---------------------------------------------------------------- |
| 1.                                                               | „Tsuide-banashi (jap. 序話)”                                                                        |                                                                  |
| 2.                                                               | „Kandan kessaku-sen ichi (jap. 閑談傑作選 一)”                                                      |                                                                  |
| 3.                                                               | „Kandan kessaku-sen ni (jap. 閑談傑作選 二)”                                                        |                                                                  |
| 4.                                                               | „Jinbutsu meikan kessaku-sen (jap. 人物名鑑傑作選)”                                                 |                                                                  |
| 5.                                                               | „Maboroshino «sōkashōbu hanakotoba taiketsu»! (jap. 幻の「双花菖蒲花言葉対決」!)”                   |                                                                  |
| 6.                                                               | „Sōkashōbu hanakotoba Story kessaku-sen (jap. 双花菖蒲花言葉ストーリー傑作選)”                      |                                                                  |
| 7.                                                               | „Yukinosai kakioroshi sōkashōbu hanakotoba Story (jap. 雪乃紗衣書き下ろし双花菖蒲花言葉ストーリー)” |                                                                  |
| 8.                                                               | „Sōkashōbu hanakotoba Story kessaku-sen (jap. 双花菖蒲花言葉ストーリー傑作選)”                      |                                                                  |
| 9.                                                               | „Tsui-banashi (jap. 終話)”                                                                          |                                                                  |

| 彩雲国物語～双剣の舞 Saiunkoku monogatari - Futaken no mai Vol.2 | 彩雲国物語～双剣の舞 Saiunkoku monogatari - Futaken no mai Vol.2               | 彩雲国物語～双剣の舞 Saiunkoku monogatari - Futaken no mai Vol.2 |
| Nr                                                               | Tytuł utworu                                                                   | Długość                                                          |
| ---------------------------------------------------------------- | ------------------------------------------------------------------------------ | ---------------------------------------------------------------- |
| 1.                                                               | „Tsuide-banashi (jap. 序話)”                                                   |                                                                  |
| 2.                                                               | „Kandan kessaku-sen ichi (jap. 閑談傑作選 一)”                                 |                                                                  |
| 3.                                                               | „Kandan kessaku-sen ni (jap. 閑談傑作選 二)”                                   |                                                                  |
| 4.                                                               | „Jinbutsu meikan kessaku-sen (jap. 人物名鑑傑作選)”                            |                                                                  |
| 5.                                                               | „Sōkashōbu hanakotoba Story kessaku-sen (jap. 双花菖蒲花言葉ストーリー傑作選)” |                                                                  |
| 6.                                                               | „Tsui-banashi (jap. 終話)”                                                     |                                                                  |